# Lijst van voetbalinterlands Guatemala - Jamaica
Deze lijst van voetbalinterlands is een overzicht van alle officiële voetbalwedstrijden tussen de nationale teams van Guatemala en Jamaica. De landen speelden tot op heden achttien keer tegen elkaar. De eerste ontmoeting, een wedstrijd tijdens het CONCACAF-kampioenschap 1969, werd gespeeld in San José (Costa Rica) op 4 december 1969. Het laatste duel, een groepswedstrijd tijdens de CONCACAF Gold Cup 2025, vond plaats op 16 juni 2025 in Carson (Verenigde Staten).

## Wedstrijden
| №  | Plaats          | Datum            | Competitie                  | Wedstrijd           | Uitslag |
| -- | --------------- | ---------------- | --------------------------- | ------------------- | ------- |
| 1  | San José        | 4 december 1969  | CONCACAF-kampioenschap 1969 | Guatemala – Jamaica | 0 – 0   |
| 2  | Kingston        | 3 maart 1996     | Vriendschappelijk           | Jamaica – Guatemala | 2 – 0   |
| 3  | Los Angeles     | 8 februari 1998  | CONCACAF Gold Cup 1998      | Guatemala – Jamaica | 2 – 3   |
| 4  | Guatemala-Stad  | 7 maart 1999     | Vriendschappelijk           | Guatemala – Jamaica | 2 – 4   |
| 5  | Guatemala-Stad  | 30 oktober 2002  | Vriendschappelijk           | Guatemala – Jamaica | 1 – 1   |
| 6  | Miami           | 15 juli 2003     | CONCACAF Gold Cup 2003      | Guatemala – Jamaica | 0 – 2   |
| 7  | Fort Lauderdale | 2 oktober 2004   | Vriendschappelijk           | Jamaica – Guatemala | 2 – 2   |
| 8  | Atlanta         | 20 april 2005    | Vriendschappelijk           | Guatemala – Jamaica | 0 – 1   |
| 9  | Carson          | 8 juli 2005      | CONCACAF Gold Cup 2005      | Guatemala – Jamaica | 3 – 4   |
| 10 | Fort Lauderdale | 1 oktober 2005   | Vriendschappelijk           | Jamaica – Guatemala | 2 – 1   |
| 11 | Kingston        | 21 november 2007 | Vriendschappelijk           | Jamaica – Guatemala | 2 – 0   |
| 12 | Miami           | 10 juni 2011     | CONCACAF Gold Cup 2011      | Jamaica – Guatemala | 2 – 0   |
| 13 | Kingston        | 8 juni 2012      | WK 2014 kwalificatie        | Jamaica – Guatemala | 2 – 1   |
| 14 | Guatemala-Stad  | 12 oktober 2012  | WK 2014 kwalificatie        | Guatemala − Jamaica | 2 − 1   |
| 15 | Cincinnati      | 9 juli 2023      | CONCACAF Gold Cup 2023      | Guatemala − Jamaica | 0 − 1   |
| 16 | Harrison        | 11 november 2023 | Vriendschappelijk           | Guatemala − Jamaica | 0 − 0   |
| 17 | Kingston        | 10 juni 2025     | WK 2026 kwalificatie        | Jamaica – Guatemala | 3 – 0   |
| 18 | Carson          | 16 juni 2025     | CONCACAF Gold Cup 2025      | Jamaica − Guatemala | 0 − 1   |

## Samenvatting
| Competitie        | Totaal gespeeld | Winst Guatemala | Gelijk | Winst Jamaica | Doelsaldo Guatemala – Jamaica |
| ----------------- | --------------- | --------------- | ------ | ------------- | ----------------------------- |
| WK-kwalificatie   | 3               | 1               | 0      | 2             | 3 − 6                         |
| CONCACAF Gold Cup | 7               | 1               | 1      | 5             | 6 − 12                        |
| Vriendschappelijk | 8               | 0               | 3      | 5             | 6 − 14                        |
| Totaal            | 18              | 2               | 4      | 12            | 15 − 32                       |

## Details

### Elfde ontmoeting
| Jamaica                           | 2 – 0 | Guatemala |
| Ricardo Fuller 10' Omar Daley 21' | goals |           |

FNFG · A-internationals · Selecties · Guatemalteeks vrouwenelftal
1920 – 1949 ·
1950 – 1969 ·
1970 – 1979 ·
1980 – 1989 ·
1990 – 1999 ·
2000 – 2009 ·
2010 – 2019 ·
2020 − 2029
1921 · 
1922 · 
1923 · 
1923–1929 · 
1930 · 
1931–1934 · 
1935 · 
1935–1942 · 
1943 · 
1944 · 1945 · 
1946 · 
1947 · 
1948 · 
1949 · 
1950 · 
1941 · 1942 · 
1953 · 
1954 · 
1955 · 
1956 · 
1957 · 
1958 · 1959 · 
1960 · 
1961 · 1962 · 
1963 · 
1964 · 
1965 · 
1966 · 
1967 · 
1968 · 
1969 · 
1970 · 
1971 · 
1972 · 
1973 · 
1974 · 
1975 · 
1976 · 
1977 · 
1978 · 1979 · 
1980 · 
1981 · 1982 · 
1983 · 
1984 · 
1985 · 
1986 · 
1987 · 
1988 · 
1989 · 
1990 · 
1991 · 
1992 · 
1993 · 1994 · 
1995 · 
1996 · 
1997 · 
1998 · 
1999 · 
2000 · 
2001 · 
2002 · 
2003 · 
2004 · 
2005 · 
2006 · 
2007 · 
2008 · 
2009 · 
2010 · 
2011 · 
2012 · 
2013 · 
2014 ·
2015 ·
2016 ·
2017 ·
2018 ·
2019 ·
2020 ·
2021 ·
2022 ·
2023 ·
2024
Anguilla ·
Antigua en Barbuda ·
Argentinië ·
Armenië ·
Barbados ·
Belize ·
Bermuda ·
Bolivia ·
Brazilië ·
Britse Maagdeneilanden ·
Canada ·
Chili ·
Colombia ·
Costa Rica ·
Cuba ·
Curaçao ·
Dominica ·
Dominicaanse Republiek ·
Ecuador ·
El Salvador ·
Grenada ·
Guyana ·
Haïti ·
Honduras ·
IJsland ·
Iran ·
Israël ·
Jamaica ·
Japan ·
Mexico ·
Nederlandse Antillen ·
Nicaragua ·
Noorwegen ·
Panama ·
Paraguay ·
Peru ·
Polen ·
Puerto Rico ·
Qatar ·
Saint Lucia ·
Saint Vincent en de Grenadines ·
Slowakije ·
Sovjet-Unie ·
Suriname ·
Trinidad en Tobago ·
Uruguay ·
Venezuela ·
Verenigde Staten ·
Zuid-Afrika ·
Zuid-Korea
JFF · A-internationals · Bondscoaches · Selecties · Statistieken · Jamaicaans vrouwenelftal · Olympisch elftal · Jamaica U21 · Jamaica U19 · Jamaica U17
1920 – 1959 · 
1960 – 1969 · 
1970 – 1979 · 
1980 – 1989 · 
1990 – 1999 · 
2000 – 2009 · 
2010 – 2019 · 
2020 – 2029
Gold Cup 1991 · 
Gold Cup 1993 · 
Gold Cup 1998 · 
Gold Cup 2000 · 
Gold Cup 2003 · 
Gold Cup 2005 · 
Gold Cup 2009 · 
Gold Cup 2011 · 
Gold Cup 2015
Copa América 2015
WK 1998
1925 · 
1926 · 
1927–1929 · 
1930 · 
1931 · 
1932 · 
1933–1934 · 
1935 · 
1936 · 
1937 · 
1938 · 
1939–1946 · 
1947 · 
1948 · 
1949 · 
1950 · 
1951 · 
1952 · 
1953 · 
1954–1956 · 
1957 · 
1958 · 
1959 · 
1960 · 
1961 · 
1962 · 
1963 · 
1964 · 
1965 · 
1966 · 
1967 · 
1968 · 
1969 · 
1970 · 
1971 · 
1972 · 
1973 · 
1974 · 
1975 · 
1976 · 
1977 · 
1978 · 
1979 · 
1980 · 
1981 · 
1982 · 
1983 · 
1984 · 
1985 · 
1986 · 
1987 · 
1988 · 
1989 · 
1990 · 
1991 · 
1992 · 
1993 · 
1994 · 
1995 · 
1996 · 
1997 · 
1998 · 
1999 · 
2000 · 
2001 · 
2002 · 
2003 · 
2004 · 
2005 · 
2006 · 
2007 · 
2008 · 
2009 · 
2010 · 
2011 · 
2012 · 
2013 · 
2014 · 
2015 · 
2016 ·
2017 ·
2018 ·
2019 ·
2020 ·
2021 ·
2022 ·
2023 ·
2024 ·
2025
Amerikaanse Maagdeneilanden ·
Antigua en Barbuda ·
Argentinië ·
Aruba ·
Australië ·
Bahama's ·
Barbados ·
Bermuda ·
Bolivia ·
Brazilië ·
Britse Maagdeneilanden ·
Bulgarije ·
Canada ·
Chili ·
China ·
Colombia ·
Costa Rica ·
Cuba ·
Curaçao ·
Dominica ·
Dominicaanse Republiek ·
Ecuador ·
Egypte ·
El Salvador ·
Engeland ·
Frankrijk ·
Ghana ·
Grenada ·
Guatemala ·
Guyana ·
Haïti ·
Honduras ·
Ierland ·
India ·
Indonesië ·
Iran ·
Japan ·
Jordanië ·
Kaaimaneilanden ·
Kameroen ·
Kroatië ·
Maleisië ·
Marokko ·
Mexico ·
Nederlandse Antillen ·
Nicaragua ·
Nieuw-Zeeland ·
Nigeria ·
Noord-Macedonië ·
Noorwegen ·
Panama ·
Paraguay ·
Peru ·
Puerto Rico ·
Qatar ·
Saint Kitts en Nevis ·
Saint Lucia ·
Saint Vincent en de Grenadines ·
Saoedi-Arabië ·
Servië ·
Suriname ·
Trinidad en Tobago ·
Uruguay ·
Venezuela ·
Verenigde Staten ·
Vietnam ·
Wales ·
Zambia ·
Zuid-Afrika ·
Zuid-Korea ·
Zweden ·
Zwitserland